# Pueblo Viejo (Azua)
Pueblo Viejo es un municipio de la República Dominicana, que está situado en la provincia de Azua.

## Toponimia
La villa fue fundada con el nombre de Compostela de Azua en honor a uno de los primeros pobladores españoles de la zona, Don Pedro Gallego, oriundo de Santiago de Compostela, en Galicia y cuya heredad llevaba el nombre de Compostela. Azua le viene porque los indios del poblado indígena cercano llamaban de esa forma a la zona que se identificaba con un nitainato de los pertenecientes al cacicazgo de Maguana. El nitaíno jefe de la tribu de Azua (Asúa en su forma correcta) respondía al nombre de Cuyocagua y estaba bajo las órdenes del rey Caonabo.

## Distritos municipales
Está formado por los distritos municipales de:
| Nombre       | Código   |
| ------------ | -------- |
| Pueblo Viejo | 05020701 |
| El Rosario   | 05020702 |

## Límites
Municipios limítrofes:
|                   | Norte: Sabana Yegua y Azua de Compostela |                          |
| Oeste: Jaquimeyes |                                          | Este: Azua de Compostela |
|                   | Sur: Mar Caribe y Azua de Compostela     |                          |

## Historia
El poblado que hoy es conocido como Pueblo Viejo fue el lugar donde en 1504 el Adelantado Don Diego de Velázquez, fundara, por órdenes del gobernador de la isla Don Nicolás de Ovando, la ciudad colonial de Compostela de Azua. En 1508 es esta ciudad la que recibe el escudo heráldico dado por la Corona Española. En ella trabaja como escribano de la villa el célebre conquistador de México, Don Hernán Cortes, hasta 1511.
La antigua y floreciente ciudad colonial fue destruida por un terremoto ocurrido el 16 de octubre de 1751. Los pobladores se trasladaron más al norte, cerca del río Vía, y establecieron allí el nuevo centro urbano del actual municipio de Azua de Compostela.
Posteriormente volvería a ser repoblado y fue erigido en municipio por la Ley 86-03 de 1 de mayo de 2003. 

## Demografía
Según el Censo de Población y Vivienda de 2002, el municipio tiene una población total de 10.835, de los cuales 5.541 eran hombres y 5.294 mujeres. La población urbana del municipio era del 38.41%.

## Economía
La principal actividad económica del municipio es la agrícola aunque los servicios terciarios han ido incrementándose, sobre todo luego de la creación de la provincia. El principal producto agrícola del municipio es el plátano.